# Pentano
Con il termine pentano ci si riferisce ad un qualunque alcano avente formula bruta C5H12 o ad una qualunque miscela di più composti corrispondenti a tale formula (isomeri strutturali) o per antonomasia all'isomero lineare, chiamato più propriamente n-pentano.
Il pentano si ottiene per distillazione frazionata dal petrolio e dal gas naturale.
A temperatura e pressione ambiente è un liquido incolore, volatile, dall'odore simile a quello della benzina. Sia il pentano che i suoi vapori sono estremamente infiammabili e formano con l'aria miscele potenzialmente esplosive.
Trova impiego nella produzione di benzine, come solvente, nei processi di estrazione e nei termometri per basse temperature.
Con la perdita di un atomo di idrogeno si ottiene il gruppo amile (o pentile).

## Isomeri del pentano
Gli isomeri costituzionali del pentano sono 3:
- n-pentano (lineare)
- 2-metilbutano (o isopentano)
- 2,2-dimetilpropano (o neopentano).